# Роксі Стернберг
Роксі Стернберг (англ. Roxy Sternberg; нар. 20 квітня 1989, Лондон, Велика Британія) — британська акторка, найбільш відома за роллю Шерил Барнс в американських телесеріалах «ФБР» та «ФБР: Найбільш розшукувані».

## Ранні роки
Стернберг народилася у Хаммерсміті, Західний Лондон, у родині угандійської матері та англо-єврейського батька, актора Бена Стернберга, який мав польсько-російське походження. Вона закінчила Royal Holloway Університету Лондона.

## Кар'єра
Стернберг грала у скетч-шоу BBC «Famalam», яке було номіновано на нагороду Королівського телевізійного товариства у 2019 році. Вона регулярно з'являлась у телесеріалі NBC «Смарагдове місто», серіалі «Марс» телеканалу National Geographic (2016) та серіалу Absentia (2017), що виходив на Amazon Prime Video.

## Фільмографія
| Рік       | Фільм                     | Роль                   | Примітки      |
| --------- | ------------------------- | ---------------------- | ------------- |
| 2012      | Meeting Place             | Olu                    |               |
| 2012      | Pini                      | Cassandra              | телесеріал    |
| 2012      | The Writer's Circle       | Alexandra              | короткий метр |
| 2013      | PhoneShop                 | Monique                | телесеріал    |
| 2013      | It's a Lot                | Chrissy                |               |
| 2013      | The Tunnel                | English Journalist 2   | телесеріал    |
| 2013–2014 | Law & Order: UK           | Alice Edwards          |               |
| 2014      | The Seventeenth Kind      | Kate                   | короткий метр |
| 2013–2014 | Badults                   | Girl in Flat 17 - Giff | телесеріал    |
| 2014      | Mount Pleasant            | Caroline               | телесеріал    |
| 2015      | Chewing Gum               | Meisha                 | телесеріал    |
| 2016      | Siblings                  | Amy                    | телесеріал    |
| 2017      | «Смарагдове місто»        | Elizabeth              | телесеріал    |
| 2017      | «У пустелі смерті»        | Ravel                  | телесеріал    |
| 2017      | Zapped                    | Helena                 | телесеріал    |
| 2018      | Марс                      | Jen Carson             | телесеріал    |
| 2019      | The Athena                | Tamara Yorke           | телесеріал    |
| 2019      | Absentia                  | Erica Lyle             | телесеріал    |
| 2018–2020 | Famalam                   | різні                  | телесеріал    |
| 2019–2023 | ФБР                       | Шерил Барнс            | телесеріал    |
| 2020–2025 | ФБР: Найбільш розшукувані | Шерил Барнс            | телесеріал    |